# The Weekend (groupe)
Pour les articles homonymes, voir Week-end (homonymie).
Ne doit pas être confondu avec The Weeknd.
The Weekend est un groupe de musique pop rock, créé en 1998 et originaire de London au Canada. Le groupe est composé de quatre membres : Andrea Wasse, Link C., Lorien Jones et Mike Clive. 
Leur musique est utilisée comme bande originale pour plusieurs films dont Freaky Friday : Dans la peau de ma mère, Filles de bonne famille, D.E.B.S. ainsi que pour des séries télévisées comme Totalement jumelles.  

## Discographie

### The Weekend
1. The Single
2. New Fast (Right Behind You)
3. My Way
4. What I Die For
5. Fleetwood
6. High School America
7. Drummer
8. Maracas
9. Cindy
10. Heard It On the Radio
11. Boy You -  bonus outtake track.

### Teaser EP
1. Bring It On
2. 80's Rockstar
3. Perfect World
4. Victory
5. Out of Sight

### Teaser + Bonus Level
1. Bring It On
2. 80's Rockstar
3. Perfect World
4. Victory
5. Out of Sight
6. Work It Out
7. The Single
8. Baby C'mon (Nu New Fast)
9. Me vs. the World
10. Workin' for The Weekend
11. Boy You - bonus (non-outtake) track.
12. Do This - bonus outtake track from previous album's sessions - iTunes store exclusive.
13. 80's Rockstar
14. Bring It On
15. Perfect World
16. NYLA
17. Into the Morning
18. Victory
19. Out of Sight
20. Work It Out
21. Sex Kitten
22. Anything for You
23. Boy You - bonus (non-outtake) track.

### Beatbox My Heartbeat
1. Into The Morning
2. There Goes My Heart
3. Temporary Insanity
4. Kick Myself
5. Cold Feet
6. Disconnected
7. NYLA
8. California
9. Pretty from the Outside
10. Start It
11. Flipside